# Antoni Rzemyszkiewicz
Antoni Rzemyszkiewicz (ur. 11 lutego 1917 w Pniewach, zm. 8 października 2013) – artysta plastyk, uczestnik kampanii wrześniowej, działacz kulturalny.

## Życiorys
Ukończył szkołę powszechną, następnie pracował jako chłopiec do posyłek. Uzupełniał wykształcenie w Bibliotece Towarzystwa Czytelni Ludowej i poprzez kursy. W 1935 wstąpił do Komunistycznego Związku Młodzieży Polskiej. Z przyczyn politycznych stracił pracę w zakładach Stomil.
Po wybuchu II wojny światowej brał udział w kampanii wrześniowej. Trafił do obozu w Stablack, a stamtąd do Poznania. Po wojnie rozpoczął studia w Państwowym Instytucie Sztuk Plastycznych oraz w Państwowej Wyższej Szkole Sztuk Plastycznych. W 1953 wstąpił do Związku Polskich Artystów Plastyków.
Od 1962 wraz z Józefem Durczakiem i Zenonem Kaczmarkiewiczem organizował plenery malarskie w Wielkopolsce (m.in. Zagłębie Konińskie, Piła, Środa Wielkopolska), a od 1964 także w Państwowych Gospodarstwach Rolnych. Był członkiem PZPR.
Od 1949 brał udział w wystawach, m.in.: Wystawa Młodych (1955), Podwójny świat (1990), Antoni Rzemyszkiewicz. Nasiadówki (2012) a także w wielu wystawach poplenerowych i okolicznościowych.
Zmarł w 2013 roku, został pochowany na Cmentarzu Junikowo w Poznaniu.

## Odznaczenia i nagrody
- Krzyż Komandorski Orderu Odrodzenia Polski (1984)[7]
- Odznaka „Zasłużony Działacz Kultury”[2]
- Odznaka Honorowa Miasta Poznania[2]
- Odznaka 1000-lecia Państwa Polskiego[2]
- Złote Odznaczenie im. Janka Krasickiego[2]